# Techno-orientalizm
Techno-orientalizm – pojęcie wychodzące od orientalizmu Edwarda Saida, opisujące zachodnie reprezentacje Azji i Azjatów w kontekście technologii, często łączące rozwój technologiczny regionu z dystopijnymi, dehumanizującymi lub egzotyzującymi narracjami. Pojęcie to odnosi się również do sposobu, w jaki kultura popularna, literatura, filmy i media przedstawiają Azję Wschodnią jako miejsce hiperzaawansowane technologicznie, ale jednocześnie obce, odczłowieczone i zdominowane przez autorytarne systemy lub bezosobowe megakorporacje .

## Opis
Techno-orientalizm często czerpie z wcześniejszych orientalizujących stereotypów, przenosząc je w przyszłość, gdzie Azja staje się symbolem zarówno technologicznego postępu, jak i społecznej dystopii. To zjawisko wyjątkowo silnie ugruntowało się w cyberpunkowej literaturze i filmach, takich jak Łowca androidów (Blade Runner, 1982) czy Ghost in the Shell (1995), gdzie futurystyczne wizje są silnie inspirowane estetyką miast wschodnioazjatyckich, chociaż jego początki można prześledzić do postaci Doktora Fu Manchu. Postać, która pojawila się po raz pierwszy w 1912 roku, postać ta jest prawdopodobnie jednym z najwcześniejszych i najpotężniejszych przykładów techno-orientalistycznej ekspresji. Jest on personifikacją nienaturalnego, nierozpoznanego zagrożenia, której należy uniemożliwić zdobycie wiedzy, aby nie została ona wykorzystana przeciwko Zachodowi. Doktor Fu Manchu jest jednocześnie błyskotliwy i technologicznie wyobcowany. W jednej części serialu bohater planuje wzmocnienie Chin poprzez porwanie europejskich inżynierów, sugerując brak technologicznej sprawności Orientu i pragnienie zachodniej technologii. W innej jest on opisany jako posiadający „pełnię okrutnej przebiegłości całej rasy wschodniej, zgromadzoną w jednym gigantycznym intelekcie, ze wszystkimi zasobami nauki, przeszłości i teraźniejszości” . Jego forma uchwyciła podejście Zachodu wobec tego, co uważano za tajemniczą moc Wschodu, manifestującą się w dziwnych sprzecznościach.
Koncepcja techno-orientalizmu została rozwinięta w badaniach nad kulturą i mediami, szczególnie w odniesieniu do wpływu globalizacji oraz narracji dotyczących potęgi gospodarczej Japonii w latach 80. i 90., a później Chin i Korei Południowej. Współcześnie techno-orientalizm manifestuje się w debatach na temat sztucznej inteligencji, inwigilacji oraz chińskich megaprojektów technologicznych, gdzie często pojawiają się obawy o ich potencjalne zagrożenie dla Zachodu . Pojęcie to jest krytykowane za upraszczanie i stereotypizację Azji oraz nieuwzględnianie wewnętrznych różnic między państwami regionu . Współczesne badania nad techno-orientalizmem podkreślają potrzebę bardziej zniuansowanego spojrzenia na rozwój technologiczny w Azji i jego reprezentacje w kulturze globalnej.

## Główni przedstawiciele
Do głównych przedstawicieli, którzy w znaczącym stopniu przyczynili się do stworzenia definicji techno-orientalizmu są redaktorzy pozycji Techno-orientalism. Imagining Asia in Speculative Fiction, History and Media (2015):
David S. Roh – amerykański literaturoznawca, specjalizujący się w literaturze anglojęzycznej oraz studiach nad techno-orientalizmem. Profesor i przewodniczący (Chair) Wydziału Anglistyki na University of Utah. Autor monografii Minor Transpacific: Triangulating American, Japanese, and Korean Fictions (Stanford University Press, 2021). Jego prace ukazały się m.in. w czasopismach Law & Literature, MELUS, Journal of Narrative Theory, Digital Humanities Quarterly oraz Verge . 
Betsy Huang – amerykańska literaturoznawczyni, specjalizująca się w literaturze azjatycko-amerykańskiej oraz studiach nad narracją i gatunkami literackimi. Profesor nadzwyczajna (associate professor) anglistyki na Clark University. Autorka książki Contesting Genres in Contemporary Asian American Fiction (Palgrave Macmillan, 2010), w której analizuje polityczne implikacje form narracyjnych w literaturze azjatycko-amerykańskiej, koncentrując się na fikcji imigranckiej, kryminale i science fiction. Jej artykuły ukazały się m.in. w Journal of Asian American Studies, MELUS oraz Asian American Literary Review .
Greta A. Niu – amerykańska literaturoznawczyni, specjalizująca się w zagadnieniach związanych z seksualnością, płcią, etnicznością, postkolonializmem, diasporą i globalizacją w literaturze, filmie oraz mediach cyfrowych. Uzyskała doktorat z anglistyki na Duke University. Jej prace były publikowane m.in. w National Women’s Studies Association Journal, Continuum: Journal of Media & Cultural Studies oraz Quarterly Review of Film & Video. Wykładała na State University of New York – College at Brockport, University of Rochester oraz St. John Fisher College. Oprócz pracy akademickiej prowadzi zajęcia z produkcji wideo i mediów cyfrowych dla uczniów i studentów na różnych poziomach edukacji, od szkoły średniej po studia wyższe .

## Techno-orientalizm w kulturze

### Wybrane powieści
- William Gibbson, Neuromancer (1984)
- Philip K. Dick, Czy androidy śnią o elektrycznych owcach? (1968)
- Neal Stephenson, Zamieć (1992)
- Paolo Bacigalupi, Nakręcana dziewczyna (2009);

### Wybrane filmy i seriale
- Łowca androidów (1982)
- Ghost in the Shell (1995)
- Gwiezdne Wojny: część IV – Nowa Nadzieja (1977)
- Matrix (1999)
- Alita: Battle Angel (2019)
- Altered Carbon (2018-2020)
- Cyberpunk: Edgerunners (2022)

### Wybrane gry:
- Neuromancer (1988)
- Cyberpunk 2077 (2020)
- Stray (2022)